# Meltem Miraloğlu
Meltem Miraloğlu Grady (* 13. Januar 1987 in Diyarbakır) ist eine türkische Schauspielerin.

## Leben und Karriere
Meltem Miraloğlu wurde am 13. Januar 1987 in Diyarbakır geboren. Sie studierte an dem Müjdat Gezen Sanat Merkezi. Ihr Debüt gab sie 2009 in der Fernsehserie Bir Bulut Olsam. Anschließend spielte sie 2010 in Kılıç Günü mit. Zwischen 2011 und 2013 bekam sie in der Serie Hayat Devam Ediyor die Hauptrolle. Danach wurde Miraloğlu 2013 für die Serie Adını Kalbime Yazdım gecastet. Unter anderem war sie 2016 in dem Film Ateş zu sehen.
Von 2016 bis 2017 war sie mit Tayfur Aydın verheiratet. Außerdem bekam sie eine Rolle in dem Film Sekerat Son. Seit 2019 ist Miraloğlu mit Patrick Grady verheiratet.

## Filmografie
Filme
- 2012: Güzel Günler Göreceğiz
- 2016: Ateş
- 2016: Aşık
- 2016: Sekerat Son

Serien
- 2009: Bir Bulut Olsam
- 2010: Kılıç Günü
- 2011–2013: Hayat Devam Ediyor
- 2013–2014: Adını Kalbime Yazdım